# Vuela libre paloma
«Vuela libre paloma»  es la sexta canción del álbum de estudio Drama y luz de la banda mexicana Maná.

## Acerca de la canción
La canción fue compuesta por Fernando Olvera debido al triste y repentino fallecimiento de su madre en el año 2010, así como el de su hermana. La canción más triste del álbum a base de guitarras fuertes, y un particular sonido en el piano a lo largo de la misma. 
"Voy con la fé, con la esperanza porque te amo mi amor, y yo te voy a encontrar"a esta parte de la canción Fher Olvera mencionó que adjudica a que en algún momento después de la vida el intérprete se encontrará con su madre nuevamente.
Esta canción es interpretada en el Drama y Luz World Tour con Fher iluminado por una luz en el centro del escenario y el efecto de una paloma blanca volando a lo largo de él; representa la misma de la portada del álbum Drama y Luz.